# Shaumonekusse
Shaumonekusse (Chonmonicase, Letan, L'Letan, "Llop de la Planura") (ca. 1785-1837) fou un líder de la tribu ameríndia dels otoe a començaments del segle xix. Els otoe eren una tribu de les Grans Planes molt relacionada amb els ioway i missouria.
Shaumonekusse va ser descrit com una persona enginyosa i alegre, i "un guerrer audaç, actiu i amb èxit. No tenim coneixement que hagi tingut qualsevol reclamació hereditària en la direcció de la seva tribu, a la qual ha augmentat gradualment pels seus propis mèrits. És una persona de penetració profunda, i és capaç d'actuar amb molta duplicitat en qualsevol ocasió una quan ho consideri políticament per ocultar els seus veritables punts de vista."
"Va relatar les seves accions en 1819 durant una dansa realitzada davant els membres de l'expedició de Stephen Long a les muntanyes Rocoses. Més tard va matar el seu germà després d'una baralla en la qual aquest últim li va tallar la punta del nas."
Shaumonekusse va viatjar amb una delegació ameríndia a Washington, DC en 1821 per reunir-se amb alts funcionaris, entre ells el president James Monroe. Va tenir cinc esposes, i van dur una d'elles Àliga de Plaer, amb ell a la capital. Ambdós tenen retrats pintats a Washington, DC fets per Charles Bird King.